# Rhizoctonia rubiginosa
Rhizoctonia rubiginosa é uma espécie de fungo pertencente à família Ceratobasidiaceae.